# Јоаким Линдстрем
Јоаким Линдстрем (швед. Joakim Lindström; рођен 5. децембра 1983. у Шелефтеу, Шведска) професионални је шведски хокејаш на леду који игра на позицији централног нападача.
Тренутно наступа у редовима америчке екипе Сент Луис Блуз у НХЛ лиги ( од сезоне 2014/15). Са екипом Шелефтеа у шведској СХЛ лиги освојио је две титуле националног првака (у сезонама 2012/13. и 2013/14).
У дресу саниорске репрезентације Шведске освојио је бронзану медаљу на Светском првенству 2014. у Минску.

## Клупска каријера
Линдстрем је играчку каријеру започео у млађим секцијама екипе Модо хокеј из града Ерншелдсвика, екипе у којој је одиграо и првих 5 професионалних сезона (у периоду између 2000. и 2005. године).
Као перспективан играч по мишљењу стручњака, одлази на улазни драфт НХЛ лиге 2002. где га је у другој рунди као 41. пика одабрала екипа Коламбус Блу Џакетса. Након драфта враћа се у Шведску и већ у наредној сезони (сезона 2001/02) игра у финалу националног плејофа. Након 5 сезона у СХЛ лиги одлази у Северну Америку и сезону 2004/05. окончава у дресу АХЛ филијале екипе Блу Џакетса, тиму Сиракјуз кранча. Током три наредне сезоне које је провео у екипи Блу Џакетса, за овај тим је одиграо укупно 37 утакмица, а највећи део сваке од сезона провео је у филијали Џакетса из Сирјакјуза.
Иако је у јулу 2008. трејдован у екипу Анахајм Дакса постојала је опција да нову сезону заигра за екипу Чикаго Блекхокса, да би на крају сезону ипак започео у АХЛ филијали Дакса Ајова Чопсима. Након свега два месеца проведена у редовима тима из Ајове, у децембру исте године трејдован је у екипу Финикс Којотса.
Како на крају сезоне током које је за Којотсе одиграо 44 утакмице (9 голова и 11 асистенција) није продужио уговор са клубом, Линдстрем одлучује да се врати у Европу и потписује једногодишњи уговор са руским КХЛ лигашем Торпедом из Нижњег Новгорода. Са укупно 10 голова и 20 асистенција на 55 одиграних у сезони 2009/10. био је међу најбољим појединцима руске екипе.
Сезона 2010/11. током које је поново наступао у шведском СХЛ-у за екипу Шелефтеа била је најуспешнија у његовој дотадашњој каријери, пошто је на укупно 54 одигране утакмице лигашког дела остварио статистички учинак од чак 60 поена (28 голова и 32 асистенције). Током плејофа исте сезоне на 18 утакмица уписао је још 4 гола и 7 асистенција, а његов тим је стигао до финала и на крају освојио сребрну медаљу. По окончању сезоне Линдстрем је уврштен у идеалну поставу целог првенства.
У јуну 2011. поново се враћа на тло Северне Америке и потписује једногодишњи уговор са екипом Колорадо Аваланча. Међутим након свега 16 утакмица у НХЛ-у враћа се у Шелефтео у којем је и завршио ту сезону.
И наредне две сезоне наступао је за екипу Шелефтеа, оба пута као заменик капитена, и оба пута је са титулом националног првака. У сезони 2013/14. је проглашен и за најкориснијег играча како лигашког тако и плејоф дела сезоне.
У мају 2014. као слободан агент потписује јендогодишњи уговор екипом Сент Луис Блуза и по трећи пут се враћа у НХЛ лигу.

## Репрезентативна каријера
Линдстрем је за репрезентацију дебитовао још 1999. године као шеснаестогодишњак, да би потом редовно играо у свим узрасним категоријама Шведске.
За сениорску репрезентацију Шведске на великим такмичењима дебитовао је на Светском првенству 2014. играном у главном граду Белорусије, Минску. Линдстрем је цео турнир одиграо одлично, и са укупно 5 голова и 6 асистенција на 9 одиграних утакмица међу најзаслужнијим је играчима репрезентације „Три круне“ за треће место и бронзану медаљу.